# Knapesbert
Knapesbert is een landgoed in de buurtschap Moesdijk ten zuiden van Weert. Het landgoed van 12 ha is in particuliere handen.
Het gebied wordt begrensd door de Moeselpeel en de Kootspeel en was vanouds, door de aanwezigheid van kwel, zeer vochtig. Daarom werd Knapesbert pas laat ontgonnen.
Omstreeks 1850 bestond hier een boerderij te midden van een kleine, betrekkelijk kleinschalige, ontginning. Sinds die tijd werd het ontgonnen gebied geleidelijk uitgebreid en tegelijkertijd grootschaliger gemaakt. In 2007 beëindigde een varkenshouder zijn bedrijf en heeft het omgezet in een natuurgebied. Er werd 10 ha beplant met bomen en struiken en er werden wandelpaden aangelegd. Zo sluit het gebied weer aan op de nabijgelegen natuurgebieden. Er zijn zichtassen, lanen, kronkelende paden en poelen.
Het gebied is vrij toegankelijk.